# お掃除はこうするの
『お掃除はこうするの』(Mouse cleaning)は「トムとジェリー」の作品の一つ。日本においては現在パブリックドメインとなっている。

## スタッフ
- 監督 - ウィリアム・ハンナ、ジョセフ・バーベラ
- 製作 - フレッド・クインビー
- 作画 - ケネス・ミューズ、エド・バージ、レイ・パターソン、アーヴン・スペンス
- 音楽 - スコット・ブラッドリー

## 内容
家中をピカピカにお掃除したお手伝いさん。しかし、いつものようにジェリーを追いかけていて泥んこまみれになったトムに汚されてしまう。怒ったお手伝いさんはトムをモップで殴りつけ、掃除をさせる。「私が帰って来た時にもし一つでも磨き残しがあったら、この家から猫が一匹いなくなる。きれいにするんだよ!」と言って、お手伝いさんは買い物へ出かけた。
それを陰から聞いていたジェリーは、煙草の灰を撒き散らすわ、雑巾がけの水にインクを混ぜるわ、トムの足の裏にスタンプのインクを塗りつけて追いかけっ子をするわ、老いぼれロバを連れ込むわと、あらゆる手段でトムを妨害する。
トムはジェリーを地下の石炭置き場に閉じ込めるが、そこへ丁度、トラックが石炭を届けにやってきた。ジェリーは、石炭を地下室に流し込むための樋をリビング側に誘導する。一方、トムの方には帰ってきたお手伝いさんの姿が。急いで掃除用具を片付けて何事もなかったかのように振舞うトム。そこへ大量の石炭が流れ込んできて、トムは埋もれてしまう。さらに、何も知らずに玄関のドアを開けたお手伝いさんもまた大量の石炭に押し流され服もススまみれに。
家の有り様に怒り狂うお手伝いさんは、付近にいた「黒人男性」に「この辺で役立たずのネコ見なかったかい!?」と問いかける。「わたしゃネコなんざ見ませんし知りませんねぇ」とシラを切るのは、石炭で顔だけが黒尽くめになったのをいい事に他人の振りをするトムだった。正体を見破ったお手伝いさんは必死になって逃げるトムに次から次へと石炭を投げつけ、ついにトムにヒット、バッタリ倒してしまうのだった。

## 登場キャラクター
トム
お手伝いさんに「家の掃除」を命ぜられて掃除するが、ジェリーのいたずらに翻弄されて部屋を綺麗にするどころかさらに汚してしまう。やがて邪魔するジェリーを地下の石炭置き場に閉じ込めるが、ジェリーの策略により家の中は石炭だらけになってしまい、他人のふりをして逃げようとするがお手伝いさんに正体が見破られ、最後はお手伝いさんに石炭を投げつけられて倒れた。
ジェリー
お手伝いさんから家の掃除をさせられるトムに様々ないたずらをする。最後は「地下室へ石炭を入れるトラックの樋をリビング側へ付け替え、家の中に大量の石炭を流し込む」いたずらでとどめを刺した。
お手伝いさん
家の中を掃除するがトムに汚されたため、「汚れが残っていたらこの家から追い出す」と通告した上でトムに掃除を命じて出かける。だが帰宅すると家の中は大量の石炭で埋め尽くされており、最後は逃げるトムに石炭を投げつけるお仕置きをした。
ロバ
ジェリーが家の中へ連れ込もうとしたが、トムによってすぐに追い出された。